# 2004年马来西亚大选
2004年马来西亚大选是于2004年3月21日举行的马来西亚国会下议院第11届选举，马来西亚全国共有12个州同步举行州选举（砂拉越除外）。根据《马来西亚联邦宪法》，马来西亚需要每隔5年举行一次选举，除非首相向最高元首提出提早解散国会，抑或是对首相的不信任动议通过。
这场大选让马来西亚建国至今的执政党国民阵线取得胜利，也让该联盟在219个国会下议院议席中取得了198个，掌握国会下议院90.9%的议席；州议席方面国阵参选的504席中也赢得了452席，全国13州中执政12州，其余一州的吉兰丹更是只差3席即可过半执政。
反对党方面，民主行动党取得12个国会议席。其他留在替代阵线（替阵）的反对党取得7个国会议席，其中人民公正党取得1席，伊斯兰党取得6席。